# Boris Grinsson
Boris Grinsson (né le 15 décembre 1907 à Pskov, Russie, et mort le 12 février 1999 à Fontainebleau) est un affichiste et un dessinateur français d'origine russe. Pendant plus de 30 ans, il dessine près de 2000 affiches de films pour le circuit cinématographique français : c'est, avec Roger Soubie, Constantin Belinsky, Jean Mascii, René Ferracci, Clément Hurel et Michel Landi, l'un des plus prolifiques auteurs d'affiches de cinéma en France dans la deuxième moitié du XXe siècle.

## Biographie
Sa famille se fixe en Estonie après avoir fui la révolution russe. Il fait des études à l'école des beaux-Arts de Tartu puis s'installe en 1929 à Berlin. Il suit les cours des arts appliqués. Il travaille comme figurant dans les studios de l'UFA à Babelsberg puis commence à dessiner ses premières affiches pour des films de la MGM ou la Paramount notamment  Frankenstein de James Whale. En 1932 il dessine une affiche pendant la campagne électorale représentant Adolf Hitler sous le personnage de la mort tenant une faux stylisée en croix gammée. En 1933 les nazis arrivent au pouvoir et il doit fuir l'Allemagne à cause de cette caricature. Il vient s'installer à Paris. Pendant l'occupation il se cache à Châteauroux et devient décorateur pour des dancings. En 1959, il dessine l'affiche originale du film de François Truffaut  les 400 coups . Pendant les dernières années de sa vie il se mit à la peinture.

## Affiches de cinéma
Affiches de cinéma :

### Années 1930
- 1931 : Le Procès de Mary Dugan, de Marcel De Sano
- 1932 : Frankenstein, de James Whale
- 1933 : L'Homme invisible, de James Whale
- 1934 : Château de rêve, de Géza von Bolváry et Henri-Georges Clouzot
- 1935 :
  - Imprudente Jeunesse, de Victor Fleming
  - Miss Barrett, de Sidney Franklin
- 1936 :
  - La Bohémienne, de James W. Horne
  - Une nuit à l'opéra, de Sam Wood
- 1937 :
  - La Reine Victoria, de Herbert Wilcox
  - Le Chant du printemps, de Robert Z. Leonard
  - Pension d'artistes, de Gregory La Cava
  - Un taxi dans la nuit, de Eugene Forde
- 1938 :
  - L'amour frappe André Hardy, de George B. Seitz
  - Belle Étoile, de Jacques de Baroncelli
  - Charlie Chan à Honolulu, de H. Bruce Humberstone
  - Nanette a trois amours, de Richard Thorpe
- 1939 :
  - Compagnons d'infortune, de Sam Wood
  - La Mousson réalisé par Clarence Brown
  - Sur la piste des Mohawks, de John Ford

### Années 1940
- 1940 :
  - André Hardy millionnaire, de George B. Seitz
  - Avocat mondain, d'Edwin L. Marin
  - Chantons quand même, de Pierre Caron
  - La Féerie de la glace, de Reinhold Schünzel
  - Hôtel pour femmes, de Gregory Ratoff
  - La Lettre, de William Wyler
  - Mon mari court encore, de Busby Berkeley
  - La Mousson, de Clarence Brown
  - Nick joue et gagne, de W.S. Van Dyke
- 1941 :
  - Cadets de la mer, de Sam Wood
  - Un cœur pris au piège, de Preston Sturges
- 1943 :
  - Pour qui sonne le glas, de Sam Wood
  - L'Ombre d'un doute, d'Alfred Hitchcock
- 1945 :
  - Belle étoile, de Jean de Baroncelli
  - La Chanson du souvenir, de Charles Vidor
  - Panique à l'hôtel, de William A. Seiter
  - Peloton d'exécution, d'André Berthomieu
  - Prisonniers du passé, de Mervyn LeRoy
  - La Proie du mort, de W.S. Van Dyke
  - Rendez-vous, d'Ernst Lubitsch
  - Tarzan et les Amazones, de Kurt Neumann
  - La Veuve joyeuse, d'Ernst Lubitsch
  - Ziegfeld Follies, de Vincente Minelli
- 1946 :
  - Amants, de W.S. Van Dyke
  - L'amour cherche un toit, de Sidney Lanfield
  - Au petit bonheur, de Marcel L'Herbier
  - L'aventure vient de la mer, de Mitchell Leisen
  - Le Chevalier de la vengeance, de John Cromwell
  - Les Cinq Secrets du désert, de Billy Wilder
  - Les Clandestins, d'André Chotin
  - La Dangereuse Aventure, de Mitchell Leisen
  - Les Démons de l'aube, d'Yves Allégret
  - Le Droit d'aimer, de Curtis Bernhardt
  - Femme aimée est toujours jolie, de Vincent Sherman
  - La Foire aux chimères, de Pierre Chenal
  - Le général est mort à l'aube, de Lewis Milestone
  - Les gosses mènent l'enquête, de Maurice Labro
  - Gringalet, d'André Berthomieu
  - L'Homme au chapeau rond, de Pierre Billon
  - L'Homme du jour, de Julien Duvivier
  - Le Magicien d'Oz, de Victor Fleming
  - Monsieur Grégoire s'évade réalisé par Jacques Daniel-Norman[5]
  - Nuits d'alerte, de Léon Mathot
  - Les Nuits ensorcelées, de Mitchell Leisen
  - Quelque part dans la nuit, de Joseph L. Mankiewicz
  - La Route semée d'étoiles, de Leo McCarey
  - Le Septième Voile, de Compton Bennett
  - Sérénade aux nuages, d'André Cayatte
  - La Symphonie pastorale, de Jean Delannoy
  - Tombé du ciel, d'Emil-Edwin Reinert
  - Train de plaisir, de Léo Joannon
  - Tueur à gages, de Frank Tuttle
- 1947 :
  - À chacun son destin, de Mitchell Leisen
  - Assurance sur la mort, de Billy Wilder
  - Attentat à Téhéran, de William Freshman
  - L'Aveu, de Douglas Sirk
  - Le Capitan, de Robert Vernay
  - Les Caprices de Suzanne, de William A. Seiter
  - Le Dahlia bleu, de George Marshall
  - Cette nuit et toujours, de Victor Saville
  - la Dame de Shanghaï, d'Orson Welles [6]
  - La Dernière Chevauchée, de Léon Mathot
  - Le facteur sonne toujours deux fois, de Tay Garnett[7]
  - Gilda, de Charles Vidor[8]
  - Les Héros de l'ombre, de Irving Pichel
  - L'Intrigante de Saratoga, de Sam Wood
  - Meurtres à Calcutta, de John Farrow
  - Miroir, de Raymond Lamy
  - Le Mystère de Tarzan de Wilhelm Thiele
  - Les Plus Belles Années de notre vie, de William Wyler
  - Le Poison, de Billy Wilder
  - Pour qui sonne le glas, de Sam Wood
  - Rebecca, d'Alfred Hitchcock [9]
  - Révolte à bord, de John Farrow
  - Le silence est d'or, de René Clair
- 1948 :
  - Les Anneaux d'or, de Mitchell Leisen
  - Appelez nord 777, d'Henry Hathaway
  - Broadway qui danse, de Norman Taurog
  - Le Carrefour de la mort, de Henry Hathaway
  - Ciel rouge réalisé par Robert Wise
  - La Corde, de Alfred Hitchcock
  - La Dame de Shanghai, d'Orson Welles
  - Du sang sur la piste, de Ray Enright
  - Duel au soleil, de King Vidor
  - La Fière Créole, de John M. Stahl
  - Les Flibustiers, de Cecil B. DeMille
  - Jane Eyre, de Robert Stevenson
  - Le Massacre de Fort Apache, de John Ford
  - Mélodie du Sud, de Walt Disney (Studios)
  - Le Mur invisible, d'Elia Kazan
  - Une nation en marche, de Frank Lloyd
  - Quelque part dans la nuit, de Joseph L. Mankiewicz
  - La Scandaleuse de Berlin, de Billy Wilder
  - Sinbad le marin, de Richard Wallace
  - Suprême Aveu, de Lewis Allen
  - Les Trois Caballeros, de Walt Disney (Studios)
- 1949 :
  - Une âme perdue, de Lewis Allen
  - Le Caïd, de Lewis Seiler
  - Californie terre promise, de John Farrow
  - Chaînes conjugales, de Joseph L. Mankiewicz
  - Coquin de printemps, de Walt Disney (Studios)
  - La Corde, d'Alfred Hitchcock
  - La Dame au manteau d'hermine, d'Ernst Lubitsch
  - Échec à Borgia, de Henry King
  - En route vers Rio, de Norman Z. McLeod
  - Épousez-moi, chérie !, de George Marshall
  - Far West 89, de Ray Enright
  - La Fille du désert, de Raoul Walsh
  - La Grande Horloge, de John Farrow
  - L'Homme aux mains d'argile, de Léon Mathot
  - Jordan le révolté, de Frank Tuttle
  - Mathurin, de Max Fleischer
  - Les Mirages de la peur, de William Dieterle
  - Mission à Tanger, d'André Hunebelle
  - La Vengeance des Borgia, de Mitchell Leisen

### Années 1950
- 1950 :
  - Au p'tit zouave, de Gilles Grangier
  - La Blonde de mes rêves, de Sidney Lanfield
  - Cendrillon, de Walt Disney (Studios)
  - Chéri, de Pierre Billon
  - Ciel rouge, de Robert Wise
  - Les Corsaires de la terre, de Tay Garnett
  - Dieu a besoin des hommes, de Jean Delannoy
  - El Paso, ville sans loi, de Lewis R. Foster
  - Les Exploits de Pearl White, de George Marshall
  - La Femme à l'écharpe pailletée, de Robert Siodmak
  - Les femmes sont folles, de Gilles Grangier
  - La Fille du désert, de Raoul Walsh
  - Le Grand Alibi, d'Alfred Hitchcock
  - Le Grand Tourbillon, de David Butler
  - L'Héritage de la chair, d'Elia Kazan
  - Un homme de fer, de Henry King
  - L'Île au trésor, de Byron Haskin
  - Les Marins de l'Orgueilleux, de Henry Hathaway
  - Les montagnards sont là, de John G. Blystone
  - Los Olvidados, de Luis Buñuel [10]
  - Madame Bovary, de Vincente Minnelli
  - Mélodie Cocktail, de Walt Disney (Studios)
  - Passion fatale, de Robert Siodmak
  - Quai de Grenelle, de Emil-Edwin Reinert
  - La Ronde des Heures, d'Alexandre Ryder
  - La Rue de traverse, de William Dieterle
  - Les Sœurs casse-cou, de Henry Koster
  - Stromboli, de Roberto Rossellini
  - Terre damnée, de John Farrow
  - Treize à la douzaine, de Walter Lang
- 1951 :
  - Alice au Pays des Merveilles, de Walt Disney
  - Les Années difficiles, de Luigi Zampa
  - La Belle de Paris, de Jean Negulesco
  - Boulevard du crépuscule, de Billy Wilder
  - Cape et Poignard, de Fritz Lang
  - Capitaine sans peur, de Raoul Walsh
  - La Charge sauvage, de William Berke
  - Dallas, ville frontière, de Stuart Heisler
  - Dupont Barbès, de Henri Lepage
  - L'Esclave du gang, de Vincent Sherman
  - L'Étrange Madame X, de Jean Grémillon
  - L'Étranger dans la cité, de Robert Stevenson
  - La Flèche brisée, de Delmer Daves
  - Ils étaient cinq, de Jack Pinoteau
  - L'Inconnu du Nord-Express, d'Alfred Hitchcock
  - Jim la Jungle dans l'antre des gorilles, de William Berke
  - Jour de chance, de Frank Capra
  - La Marche à l'enfer, de Mark Robson
  - La marine est dans le lac, de Henry Hathaway
  - La Mère du marié, de Mitchell Leisen
  - Midi, gare centrale, de Rudolph Maté
  - Miracle à Milan, de Vittorio De Sica
  - Monsieur Belvédère fait sa cure, de Henry Koster
  - Moumou, de René Jayet
  - On va se faire sonner les cloches, de George Seaton
  - L'Or de la Nouvelle-Guinée, de Lewis R. Foster
  - Propre à rien !, de George Marshall
  - Samson et Dalila, de Cecil B. DeMille
  - Sur la Riviera, de Walter Lang
  - Suzy... dis-moi oui !, d'Edward Buzzell
  - Teresa, de Fred Zinnemann
  - Victor, de Claude Heymann
- 1952 :
  - Les Anges marqués de Fred Zinnemann
  - La Belle imprudente, de Jack Conway
  - Le Costaud des Batignolles réalisé par Guy Lacourt[11]
  - Les Coulisses de Broadway, de James V. Kern
  - L'enquête est close, de Jacques Tourneur
  - L'Inconnu du Nord-Express, d'Alfred Hitchcock
  - Le Jour où la terre s'arrêta, de Robert Wise
  - Les miracles n'ont lieu qu'une fois, d'Yves Allégret
  - Nez-de-Cuir, gentilhomme d'amour, d'Yves Allégret
  - Onze heures sonnaient, de Giuseppe de Santis
  - Les Pirates de la Floride, de Earl McEvoy
  - Le plaisir, de Max Ophüls [12]
  - Les Quatre Sergents du Fort Carré, d'André Hugon
  - Le Renard du désert, de Henry Hathaway
  - Susana la perverse, de Luis Buñuel
  - Le Traître, d'Anatole Litvak
  - Une veine de... de Irving Cummings
  - Viva Zapata, d'Elia Kazan [13]
- 1953 :
  - L'Affaire de Trinidad, de Vincent Sherman
  - Les Bagnards de Botany Bay, de John Farrow
  - Cette sacrée famille, de Norman Taurog
  - Chérie, je me sens rajeunir, de Howard Hawks
  - Comment épouser un millionnaire, de Jean Negulesco
  - Le Cran d'arrêt, de William Dieterle
  - Espionne de mon cœur, de Norman Z. McLeod
  - Le Faucon d'or, de Sidney Salkow
  - La Femme au gardénia, de Fritz Lang
  - La Fille de Neptune, d'Edward Buzzell
  - Le Fils de Géronimo, de George Marshall
  - Le Fils de visage pâle, de Frank Tashlin
  - Heidi, de Luigi Comencini
  - Heureuse Époque, d'Alessandro Blasetti
  - L'Homme des vallées perdues, de George Stevens
  - J'ai vécu deux fois, de Lew Landers
  - Julietta, de Marc Allégret
  - Lettre ouverte, d'Alex Joffé
  - Leur dernière nuit, de Georges Lacombe
  - Lucrèce Borgia, de Christian-Jaque
  - La Maîtresse de fer, de Gordon Douglas
  - Mandat d'amener, de Pierre-Louis
  - Mes six forçats, de Hugo Fregonese
  - Moineaux de Paris, de Maurice Cloche
  - Les Orgueilleux, d'Yves Allégret
  - La Polka des marins, de Hal Walker
  - Salomé, de William Dieterle
  - Sénorita Toréador, de Richard Thorpe
  - Sensualita, de Clemente Fracassi
  - Si l'on mariait papa, de Frank Capra
  - Trois Petits Mots, de Richard Thorpe
  - Tu trembles carcasse, de George Marshall
- 1954 :
  - Les Amants de Villa Borghese, de Gianni Franciolini
  - Amour, Délices et Golf, de Norman Taurog
  - La Belle du Pacifique, de Curtis Bernhardt
  - Les Bérets rouges, de Terence Young
  - L'Égyptien, de Michael Curtiz
  - L'Enfer au-dessous de zéro, de Mark Robson
  - La Fontaine des amours, de Jean Negulesco
  - Fort Ti, de William Castle
  - La Furie du désir, de King Vidor
  - Le Grand Jeu, de Robert Siodmak
  - Les hommes préfèrent les blondes, de Howard Hawks [14]
  - Intrigue sous les Tropiques, de William Castle
  - Niagara, de Henry Hathaway
  - Nuits andalouses, de Maurice Cloche
  - Par ordre du tsar, d'André Haguet
  - La Pensionnaire réalisé par Alberto Lattuada
  - Le Petit Garçon perdu, de George Seaton
  - Prince Vaillant, de Henry Hathaway
  - Raspoutine, de Georges Combret
  - Reviens petite Sheba, de Daniel Mann
  - Le Roi des îles, de Byron Haskin
  - Romance inachevée, d'Anthony Mann
  - Stalag 17, de Billy Wilder
  - Sur les quais, de Elia Kazan
  - Tant qu'il y aura des hommes, de Fred Zinnemann
  - La Tunique, de Henry Koster
  - Le Triomphe de Buffalo Bill, de Jerry Hopper
  - Un grain de folie, de Melvin Frank
- 1955 :
  - L'amour est le plus fort, de Roberto Rossellini
  - Californie en flammes, de Lew Landers
  - Capitaine Mystère, de Douglas Sirk
  - Le Cavalier au masque, de H. Bruce Humberstone
  - Le Chevalier du roi, de Rudolph Maté
  - Désirée, de Henry Koster
  - Les femmes mènent le monde, de Jean Negulesco
  - Frou-frou d'Augusto Genina
  - L'Homme de la plaine, d'Anthony Mann
  - Les Hommes en blanc, de Ralph Habib
  - Horizons lointains, de Rudolph Maté
  - Les Îles de l'enfer, de Phil Karlson
  - Les Implacables, de Raoul Walsh
  - Les Inconnus dans la ville, de Richard Fleischer [15]
  - Le Jardin du diable, de Henry Hathaway
  - Kim, de Victor Saville
  - Mademoiselle de Paris, de Walter Kapps
  - La Mousson réalisé par Jean Negulesco
  - La Muraille d'or, de Joseph Pevney
  - Noël blanc, de Michael Curtiz
  - Oasis, d'Yves Allégret
  - Le Paradis des mauvais garçons, de Josef von Sternberg
  - La Princesse d'Eboli, de Terence Young
  - La Revanche d'Ali Baba, de Will Jason
  - La Révolte des Cipayes, de László Benedek
  - Le Secret des Incas, de Jerry Hopper
  - Tant que soufflera la tempête, de Henry King
  - Tout le plaisir est pour moi, de H.C. King
  - Une fille de la province, de George Seaton
  - La Veuve noire, de Nunnaly Johnson
- 1956 :
  - À vingt-trois pas du mystère, de Henry Hathaway
  - L'Amour d'une femme, de Jean Grémillon
  - Au sixième jour, de Henry Koster
  - Le Bouffon du roi, de Melvin Frank
  - Carrousel de fête, de Zoltán Fábri
  - Le Chanteur de Mexico, de Richard Pottier
  - Chéri, ne fais pas le zouave de Frank Tashlin
  - La Colline de l'adieu, de Henry King
  - Davy Crockett, roi des trappeurs, de Norman Foster
  - Le Fond de la bouteille, de Henry Hathaway
  - Guerre et Paix, de King Vidor
  - L'Homme au complet gris, de Nunnaly Johnson
  - L'homme de nulle part, de Delmer Daves
  - L'homme qui en savait trop, d'Alfred Hitchcock [16]
  - L'Homme qui n'a jamais existé, de Ronald Neame
  - Les Implacables, de Raoul Walsh
  - Ma sœur est du tonnerre, de Richard Quine
  - La Main gauche du Seigneur, d'Edward Dmytryk
  - Les Mains liées de Roland Quignon, Aloysius Vachet et Paul Vandenberghe[17]
  - Mais qui a tué Harry ?, d'Alfred Hitchcock
  - La Maison de bambou, de Samuel Fuller
  - Les Quatre Plumes blanches, de Terence Young
  - La Rose tatouée, de Daniel Mann
  - Le Seigneur de l'aventure, de Henry Koster
  - Sept Ans de réflexion, de Billy Wilder [18]
  - Le Shérif, de Robert D. Webb
  - Le Train du dernier retour, de Philip Dunne
  - Un magnifique salaud, de George Seaton
- 1957 :
  - Car sauvage est le vent, de George Cukor
  - La Blonde ou la Rousse, de George Sidney
  - Bungalow pour femmes, de Raoul Walsh
  - La Dernière Caravane, de Delmer Daves
  - Dieu seul le sait, de John Huston
  - Drôle de frimousse, de Stanley Donen
  - Duel sur le Mississippi, de William Castle
  - L'Etrange Monsieur Steve, de Raymond Bailly
  - Le Faiseur de pluie, de Joseph Anthony
  - Je reviendrai à Kandara, de Victor Vicas
  - Jusqu'au dernier, de Pierre Billon
  - Le Manoir du mystère, de Frank Launder et Sidney Gilliat
  - Manuela, de Guy Hamilton
  - Mon homme Godfrey, de Henry Koster
  - Perdu dans la brousse, d'Anthony Kimmins
  - Prisonnier de la peur, de Robert Mulligan
  - Règlements de comptes à O.K. Corral, de John Sturges
  - La Roue, d'André Haguet
  - Du sang dans le désert, d'Anthony Mann
  - Scandale à Milan, de Giulio Macchi
  - Torpilles sous l'Atlantique, de Dick Powell
  - Traqué par Scotland Yard, de John Guillermin
  - Un vrai cinglé de cinéma, de Frank Tashlin
  - Une arme pour un lâche, d'Abner Biberman
  - Une nuit au Moulin-Rouge, de Jean-Claude Roy
  - Une poignée de neige, de Fred Zinnemann
- 1958 :
  - 10, rue Frederick, de Philip Dunne
  - Le Bal des maudits, d'Edward Dmytryk
  - Le Beau Serge, de Claude Chabrol
  - Les Bijoutiers du clair de lune, de Roger Vadim
  - La Blonde et le Shérif, de Raoul Walsh
  - Bravados, de Henry King
  - L'Épouse de la mer, de Bob McNaught
  - Espionnage à Tokyo, de Richard L. Breen
  - La Fureur des hommes, de Henry Hathaway
  - Meurtres sur la dixième avenue, de Arnold Laven
  - La Passe du diable, de Jacques Dupont et Pierre Schoendoerffer
  - Le Piège, réalisé par Charles Brabant
  - Les Plaisirs de l'enfer, de Mark Robson
  - La Revanche de Frankenstein, de Terence Fisher
  - La Rivière des alligators, de Vincent Sherman
  - Les Seigneurs de la forêt, de Henry Brandt
  - La Soif du mal, d'Orson Welles
  - Sueurs froides [19], de Alfred Hitchcock
  - Le Temps d'aimer et le Temps de mourir, de Douglas Sirk
  - Thérèse Étienne, de Denys de La Patellière
- 1959 :
  - À deux pas de l'enfer, de James Cagney
  - Allô... l'assassin vous parle, de Hubert Cornfield
  - Les Amants diaboliques, de Luchino Visconti
  - L'Auberge du sixième bonheur, de Mark Robson
  - Certains l'aiment chaud,  de Billy Wilder [20]
  - Chef de réseau, d'André de Toth
  - La Chevauchée des bannis, de André de Toth
  - Le Dernier Rivage, de Stanley Kramer
  - L'Enquête de l'inspecteur Morgan, de Joseph Losey
  - Fais ta prière... Tom Dooley, de Ted Post
  - La Ferme des hommes brûlés, de Henry Hathaway
  - Hiroshima mon amour d'Alain Resnais [21]
  - L'Homme aux colts d'or, d'Edward Dmytryk
  - Le Journal d'Anne Frank, de George Stevens
  - Le Kid en kimono, de Frank Tashlin
  - La Mouche noire, de Kurt Neumann
  - Parachutiste malgré lui, de Norman Taurog
  - Les Quatre Cents Coups, de François Truffaut
  - Les Racines du ciel, de John Huston
  - Le Rendez-vous de Hong Kong, d'Edward Dmytryk
  - Rien n'est trop beau, de Jean Negulesco
  - Robin des Bois don Juan, de George Sherman
  - Le Temps de la peur, de Philip Dunne
  - Trois Bébés sur les bras, de Frank Tashlin

### Années 1960
- 1960 :
  - Amants et fils, de Jack Cardiff
  - Les Chemins de la haute ville, de Jack Clayton
  - Les Déchaînés, de Raoul Walsh
  - Drame dans un miroir, de Richard Fleischer
  - Fils de forçat, de Jack Cardiff
  - Le Grand Sam, de Henry Hathaway
  - Quand le rire était roi, de Robert Youngson
  - Qu'est-ce qui fait courir les filles ?, de Henry Levin
  - Les Sept Voleurs, de Henry Hathaway
  - Tarzan et la fontaine magique, de Lee Sholem
  - Tiens bon la barre, matelot, de Norman Taurog
  - Un certain sourire, de Jean Negulesco
  - Le Vent de la plaine, de John Huston
- 1961 :
  - L'Arnaqueur, de Robert Rossen
  - Amour sauvage, de Philip Dunne
  - Cendrillon aux grands pieds, de Frank Tashlin
  - Crime, société anonyme, de Burt Balaban
  - Les Deux Cavaliers, de John Ford
  - Elmer Gantry le charlatan, de Richard Brooks
  - L'Enlèvement des Sabines, de Richard Pottier
  - Esther et le Roi, de Raoul Walsh
  - La Farfelue de l'Arizona, de Vincent Sherman
  - François d'Assise, de Michael Curtiz
  - Le Goût de la violence, de Robert Hossein
  - Hurler de peur, de Seth Holt
  - Les Moutons de Panurge, de Jean Girault
  - Les Pillards de la prairie, de Albert C. Gannaway
  - Rires et frissons de papa, de Robert Youngson
  - Les Rôdeurs de la plaine, de Don Siegel
  - Romanoff et Juliette, de Peter Ustinov
  - Les 7 mercenaires, de John Sturges [22]
- 1962 :
  - L'Attaque de San Cristobal, de John Gilling
  - Aventures de jeunesse, de Martin Ritt
  - Cinq semaines en ballon, de Irwin Allen
  - Deux sur la balançoire, de Robert Wise
  - Douce violence, de Max Pécas
  - L'Homme qui tua Liberty Valance, de John Ford
  - L'Inspecteur, de Philip Dunne
  - Le jour le plus long, de Ken Annakin [23]
  - Le Lion, de Jack Cardiff
  - M. Hobbs prend des vacances, de Henry Koster
  - La Patrouille égarée, de Leslie Norman
  - Règlements de comptes réalisé par Pierre Chevalier (sur l'affiche le «s» au mot «compte» n'apparaît pas).
  - Trahison sur commande, de George Seaton
  - Un crime dans la tête, de John Frankenheimer
  - Un direct au coeur, de Phil Karlson
- 1963 :
  - L'Accident, d'Edmond T. Gréville
  - La Bataille des Thermopyles, de Rudolph Maté
  - Bons baisers de Russie, de Terence Young[24]
  - Le Canari jaune, de Buzz Kulik
  - Le Dernier de la liste, de John Huston
  - L'Étrange destin du juge Cordier, de Reginald Le Borg
  - Gigot, le clochard de Belleville, de Gene Kelly
  - Les Oiseaux, d'Alfred Hitchcock [25]
  - La Taverne de l'Irlandais, de John Ford
- 1964 :
  - La Bonne Soupe, de Robert Thomas
  - Chut... chut, chère Charlotte, de Robert Aldrich
  - Le Crash mystérieux, de Ralph Nelson
  - La diligence partira à l'aube, de William F. Claxton
  - Le Gros Coup, de Jean Valère
  - Le Mercenaire de minuit, de Richard Wilson
  - Rio Conchos, de Gordon Douglas
  - Les Séducteurs, de Ralph Levy
  - Le Sport favori de l'homme, de Howard Hawks
  - Les Trois Soldats de l'aventure, de Michael Anderson
  - Un chef de rayon explosif, de Frank Tashlin
  - Une certaine rencontre, de Robert Mulligan
- 1965 :
  - L'Encombrant Monsieur John, de J. Lee Thompson
  - Les Éperons noirs, de R. G. Springsteen
  - Les plus dingues des agents secrets, de Norman Abbott
  - Les Poupées, de Mauro Bolognini, Luigi Comencini, Dino Risi, Franco Rossi
  - Quand l'inspecteur s'emmêle, de Blake Edwards
  - Quand parle la poudre, de Lesley Selander
  - Situation désespérée... mais pas sérieuse, de Gottfried Reinhardt
  - Trente Minutes de sursis, de Sydney Pollack
  - Les Trois Visages de la peur, de Mario Bava
- 1966 :
  - La Bataille de Bloody Beach, de Herbert Coleman
  - La Bible, de John Huston
  - Ces messieurs dames, de Pietro Germi
  - Je la connaissais bien, d'Antonio Pietrangeli
  - La Proie nue, de Cornel Wilde
  - Tiens bon la rampe, Jerry, de Gordon Douglas
- 1967 :
  - Ah si papa savait ça !, de Henry Koster
  - Chuka le redoutable, de Gordon Douglas
  - La Grande Combine, de Billy Wilder
  - Le Greco, de Luciano Salce
  - Hombre, de Martin Ritt
  - Un hold-up extraordinaire, de Ronald Neame
  - Visa pour l'aventure, de Herbert B. Leonard
- 1968 :
  - Bandolero !, de Andrew V. McLaglen
  - L'Étrangleur de Boston, de Richard Fleischer
  - La Fugue, de Paolo Spinola
  - Prudence et la Pilule, de Fielder Cook
  - Les Rebelles de l'Arizona, de Lesley Selander
- 1969 :
  - Ballade en bleu, de Paul Henreid
  - Che !, de Richard Fleischer
  - Les Géants de l'Ouest, d'Andrew V. McLaglen
  - Justine, de George Cukor
  - On achève bien les chevaux, de Sydney Pollack
  - La Promesse, de Paul Feyder

### Années 1970
- 1970 : 
  - Hello-Goodbye, de Jean Negulesco
  - Las Vegas, un couple, de George Stevens
  - La Lettre du Kremlin, de John Huston
  - Le Secret de la planète des singes, de Ted Post
  - Trop tard pour les héros, de Robert Aldrich
- 1971 : Les évadés de la planète des singes [26], de Don Taylor

## Source
- Grinsson : livre par Jean Segura, Editions Intemporel, 2006
- Site de Ciné-Ressources